# Mainzer Zentraluntersuchungskommission
Die Mainzer Zentraluntersuchungskommission (Zentralkommission zur Untersuchung hochverräterischer Umtriebe) wurde 1819 in Mainz eingerichtet. Sie befand sich in der Großen Bleiche 26 (Litera D 292). Klemens Wenzel Lothar von Metternich hatte sie nach den Karlsbader Beschlüssen in die Wege geleitet. Sie stand für die erste Welle der Demagogenverfolgung im Deutschen Bund.

## Aufgabe
Die „schwarze Kommission“ sollte Studenten und Professoren an den deutschen Universitäten kontrollieren, insbesondere die (Ur-)Burschenschaften, denen nach den Karlsbader Beschlüssen jede politische Betätigung verboten war. Sie wurde von den Lokalbehörden über den Stand der Verfolgung von kritischen Schriftstellern unterrichtet und koordinierte ihre bundesweite Verfolgung. Nirgends war sie so rigoros wie im Großherzogtum Hessen und in Preußen. Die Mainzer Behörde war Teil des Metternichschen Systems, dessen Maßnahmen auch mit dem Begriff Demagogenverfolgung bezeichnet werden. 1827 veröffentlichte sie einen abschließenden Rechenschaftsbericht. 
In der Deutschen Revolution 1848/1849 wurden die Karlsbader Beschlüsse aufgehoben.

## Bekannte Personen
- 1820–1827: Leopold von Kaisenberg (1766–1835), Präsident
- 1819–1827: Friedrich Moritz von Wagemann (1778–1855), österreichischer Gesandter